# Andrew Triggs Hodge
Andrew Triggs Hodge, född 3 mars 1979, är en engelsk roddare och är trefaldig OS-guldmedaljör samt fyrfaldig världsmästare.
Han började med rodd när han studerade på Staffordshire University. Trots den sena starten dröjde det inte länge förrän han gick med i landslaget, tack vare  prestationen under U-23 världsmästerskapet. Han började i senior 8:an säsongen 2002 och hjälpte sitt lag till en seger i VM. Han blev sedan uttagen att delta i OS 2008 i Peking där han vann guldmedalj.
Vid de olympiska roddtävlingarna 2016 i Rio de Janeiro tog han guld i åtta med styrman.

## Utmärkelser
- Riddare av Brittiska imperieorden,  2009
- Officer av Brittiska imperieorden,  2017

[Redigera Wikidata]